# Fagosoma

Ilustración que muestra la fagocitosis de una bacteria, con la formación de los fagosomas y fagolisosomas.

En biología celular un fagosoma o vesícula endocítica es una vacuola formada alrededor de una partícula asimilada por fagocitosis. Dicha partícula puede ser un microorganismo o material extracelular de diversa índole. El fagosoma deriva de una invaginación de la membrana plasmática en torno al corpúsculo, que termina por cerrarse y formar una vesícula  independiente en el proceso. Se une con lisosomas en su proceso de maduración, formando el fagolisosoma, lo que  conducirá a la degradación enzimática del material ingerido.
Algunas bacterias patógenas que penetran en la célula contenidas en el fagosoma, pueden reproducirse en el interior del fagolisosoma que se formará (e.g. Coxiella spp.), o escapar al citoplasma antes de que se produzca la fusión con el lisosoma (e.g. Rickettsia spp.). Muchas micobacterias, incluyendo Mycobacterium tuberculosis y Mycobacterium avium paratuberculosis, alteran los macrófagos del hospedador, evitando la conversión de los fagosomas en fagolisosomas. Esta maduración incompleta otorga un entorno favorable en el interior de la vesícula, donde los patógenos podrán reproducirse.